# Blepharidophyllaceae
Blepharidophyllaceae, porodica jetrenjarki, dio reda Jungermanniales. Postoje dva priznata roda

## Rodovi
1. Blepharidophyllum Ångstr.
2. Clandarium (Grolle) R.M. Schust.